# Aleksandr Perov
Aleksandr Perov, född den 2 juni 1955 i Kaliningrad, Sovjetunionen, är en sovjetisk tävlingscyklist som tog OS-silver i lagförföljelseloppet vid olympiska sommarspelen 1976 i Montréal. 